# فيزياء الأفعوانية

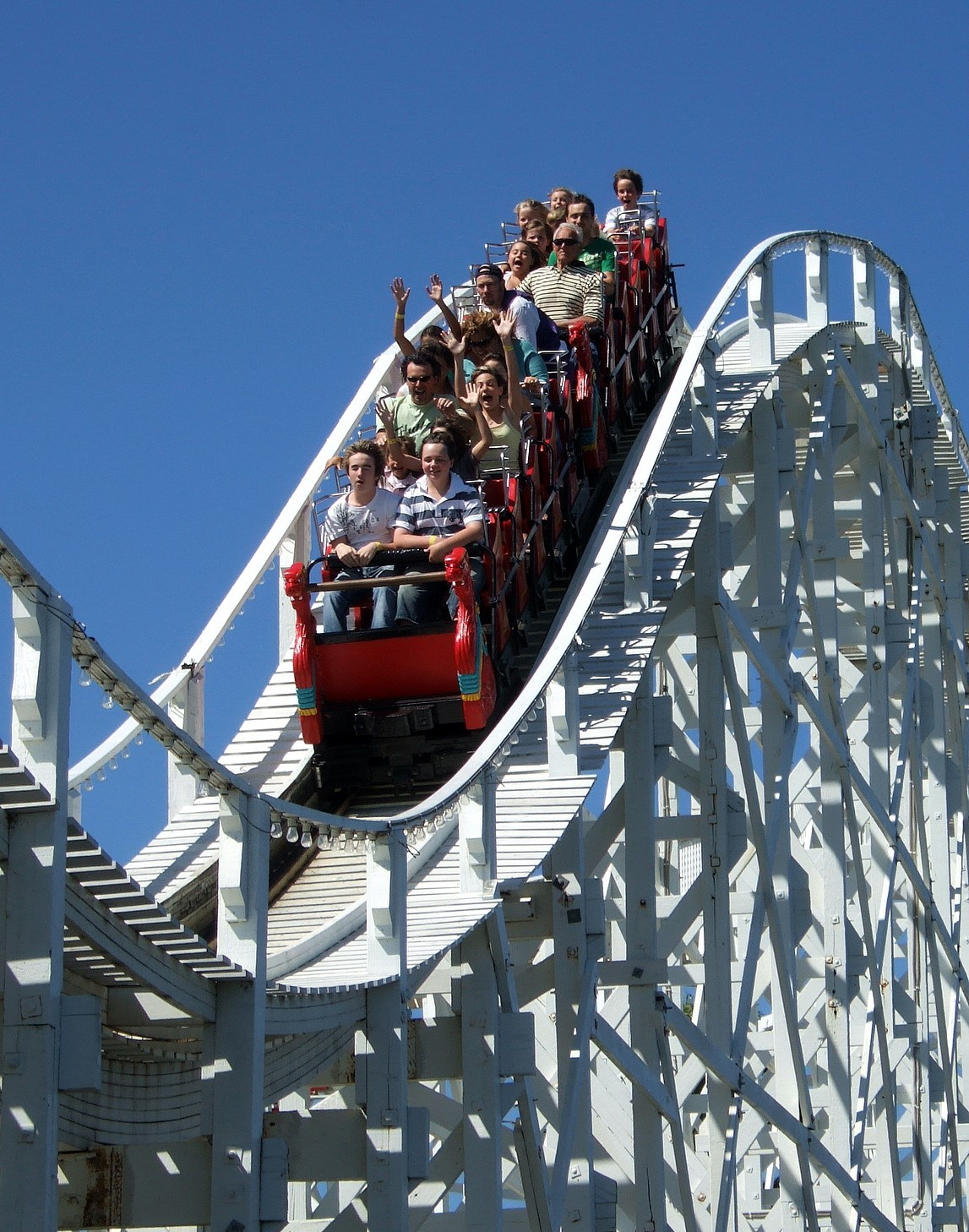
تحرير

بداية لكي تحرك الأفعوانية قطار الركاب على المسار المتعرج تعتمد على عاملان:
- الأول: الجاذبية
- الثاني:القصور الذاتي

وهذا المزيج بين العاملان بالإضافة إلى مجموعة القوى وقوة الطرد المركزي يعطي جسم الراكب الإحساس الذي يشعر به في اللعبة أثناء الصعود والنزول وتغير مسار العربة على سكة الحديد، ونظرا لتغير القوى التي تؤثر على الراكب في اللعبة يشعر بعض الركاب بالتسلية والبعض تواجههم مشاكل أثناء لعبها.

## تسارع الطرد المركزي
هناك قوة تسمى قوة الطرد المركزي وهذه القوة غير حقيقية وإنما تنتج عن القصور الذاتي (مقاومة الجسم المادى لتغيير حالته من السكون إلى الحركة بسرعة منتظمة وفي خط مستقيم مالم تؤثر عليه قوة تغير من حالته) فكل جسم يسعى للمحافظة على ثباته في مساره والقوة التي نشعر بها لا أصل لها ورنما هي قوة القصور الذاتي وليست هناك قوة تجذبنا إلى مركز الدوران ولذا راكب الفعوانية يشعر أن هناك قوة تدفعة إلى حافة العربة.
ويعبر عن تسارع الطرد المركزي بالعلاقة:
{\displaystyle a_{r}={\frac {v^{2}}{r}}}
حيث ą هي الطرد المركزي و v هو السرعة ، وr هو طول القطر للمسار الدائري
ومن القانون نستنتج أنه إذا دخلتا مركبتين لهذه اللعبة في حلقتين مختلفتي الحجم بالسرعة نفسها سوف يختلف مقدار التسارع الذي يشعر به الراكب أثناء للعب: فالعربة التي في الحلقة الضيقة سوف تشعر بتسارع أكبر من العربة التي دخلت في الحلقة الأعرض

## الطاقة
ليس للأفعوانية محركات، فقد تم استبدال هذا بطريقة بسيطة وهي أنه يتم سحب عربة اللعبة إلى قمة التل وعند الوصول إلى أعلى نقطة يتم ترك العربة وتحريرها من قوة الشد فتنطلق بسرعة قوية في مسارها دون الحاجة إلى محركات مساندة تدفعها
فبناء على قانون حفظ الطاقة الذي ينص على أن الطاقة لا تفنى ولا تستحدث ولكن تتحول من صوره إلى أخرى ولذا فإن عربة اللعبة عندما تصعد على القمة أو التل الأول فتكون الغاية منه هو بناء وتحول الطاقة الكامنة داخل العربة لطاقة حركية يتم تكليفها للقيام بتحريك العربة وتقدمها ولذلك فإن التل الأولي هو من أطول تل في كل اللعبة لذلك فإن المكسب والعائد من رفع العربة إلى أعلى القمة ثم تحريرها توفير الطاقة اللازمة لدفع العربة، وللحصول على الطاقة اللازمة يتم استخدام العلاقة التالية:
{\displaystyle U_{g}=mgh}
حيث Ug هي رمز الطاقة الكامنة، و m هي رمز الكتلة، اما g فهي تسارع الجاذبية وهو مقدار ثابت g=9.8 m/s
اما h فهو الارتفاع من القاع إلى أعلى نقطة
فإذا تخيلنا أن هناك عربتان بنفس الكتلة ولكن الارتفاع كان مختلف فستكون لكل عربه طاقة كانة مختلفة العربة التي تكون في الارتفاع الأكبر فسيكون لديها طاقة كامنة أكبر من العربة التي في الارتفاع الأقل مما يعني أن الارتفاع يتناسب طرديا مع الطاقة الكامنة.مما يعني أن الطاقة الكامنة تكون في أعلى قيمة لها إذا كانت في أعلى نقطة على اللعبة مما سيجعل اندفاع العربة يكون أقوى لان أي طاقة عند تحويلها إلى طاقة ثانية تنتقل بنفس المقدار ولا يتم خسر أي شيء من هذه الطاقة بغض النظر عن الطاقة المستغلة في الاحتكاك
و توضح العلاقة التالية كيفية الحصول على طاقة حركية في اللعبة:
{\displaystyle K={\frac {1}{2}}mv^{2}}
حيث k هي رمز للطاقة الحركية، أما m فهي كتلة العربة، و v هي السرعة
وبما أن كتلة العربة ثابتة (لأن سكة الحديد في اللعبة لها عربات معينة) فإن السرعة هي التي تتحكم بالطاقة الحركية فكلما ازدات السرعة ازدادت الطاقة الحركية وعندما تعود العربة لصعود قمة أو تل آخر تتناقص سرعته برأيك ما سبب تناقص سرعة العربة؟
في هذه اللحظة تكون العربة في وضع تحول الطاقة الحركية إلى طاقة كامنة وتستمر هذه الدورة في كل مرة تصعد العربة تلة وتنحدر منها إن الطاقة الحركية التي اختفت لم تهدر وإنما استغلت في ايقاف الحركة نتيجة الاحتكاك وتحويلها إلى طاقة كامنة أي أن المرحلة الفاصلة بين تحول الطاقة الحركة إلى طاقة كامنة هي الاحتكاك كما قلنا في القانون حفظ الطاقة أنها لا تفنى آبدا ولكن يستغل بعضها في احتكاك العربة بالمسارها

## الجاذبية والقصور الذاتي
عندما تدور الافعوانية فإن القصور الذاتي الذي ينتج قوة تسارع تسبب هذه الإثارة في اللعبة بالإضافة انها تثبت الركاب في مقاعدهم.فان اتجاه سرعة القصور الذاتي للراكب تكون مواجهه لنقطة الزاوية المؤدية لمسار الحلقة نفسها فعند ارتفاع العربة فإن الراكب يرتفع أيضا مما يخلق شعورا من الخطورة للراكب حيث يشعر أن هناك قوة تدفعة إلى أسفل (قوة وهمية)عندما تصل العربة إلى قمة الحلقة يعمل التسارع على دفع الراكب إلى خارج العربة في حين يعمل القصور الذاتي على تثبيت الراكب داخل العربة.وبالتالي يحدث تضاد بين القوتين قوة تدفع الراكب إلى داخل العربة وقوة تدفع الراكب إلى خارج العربة مما يجعل الراكب في حالة عدم اتزان مما يشعر الراكب بالإثارة وفي قاع الحلقة الجاذيبة والتغير في اتجاه القصور الذاتي للراكب بسبب النزول العامودي مما تشعر القوة الأفقية الراكب أنه ذو ثقل كبير جدا نظرا لدفعه إلى داخل العربة
من قوانين اللعبة حزام الأمان، إلا أن دوران العربة من حلقة إلى حلقة يمنع الراكب من السقوط كما يحدث عند تدوير الكأس المملؤو بالماء بسرعة بشكل دائري فإن الماء الذي يكون بالكأس لا ينسكب نظرا لتسارع الجاذبية

## قوة الجذب
وزن الإنسان يتضمن تسارع الجاذبية ((9.8 m/s
فعندما يرتفع الراكب فوق أعلى قمة في حلقة اللعبة أو ينزل إلى أسفل نقطة للارتفاع أو القمة فإن الراكب يكون في وضعية السقوط الحر ومع ذلك فإنه إذا كان المنحنى أكثر ضيقا من القطع المكافيء فإن الركاب سوف يجربون
السلبية وسوف يغادروا مقاعدهم وبذلك سوف يشعر الركاب بشعور يسمى Gs
فنظرا لبعد الراكب عن الجاذبية ثم قربه يشعر أنه يحلق مثل الفراشة (راقب تحرك الفراشة فهي لا تطير بثبات وإنما تصعد وتنزل بتردد مستمر butterfly sensation)

## الفرق بين الكوستر الخشبية والصلبة
تعمل الكوستر الخشبية والصلبة بنفس الطريقة، ولكن لكل منهم قدرات خاصه لتقديم الإثارة والخطورة للباحثين عنهم فالكوستر الصلبة تعطي انخفاض أكثر وحلقات أكثر بالإضافة إلى أنها أكثر سرعة وقد تم تصميم هابشكل يسمح لوقوف الراكبين من مقاعدهم. أما الكوستر الخشبية فهي أقل سرعة أقل انخفاض ولا يوجد بها حلقات عادة إلا أنها تقدم نوع مختلف من الإثارة فالأحزمة والدعامات تقدم للعربة والراكب دعما قويا ولكن في الكوستر الغير متينة توفر المزيد من التشويق لأن هياكلها غير مرنة إلى حد ما، والوقايات الخشبية تميل إلى التأثير لذا فالكوستر الخشبية تعطي أحاسيس مختلفة عن التي يمكن أن يشعرها الراكب في الكوستر الحديدية

## تقانة
بما أن أفضل التقنيات أصبحت متوفرة، فإن المهندسين أصبحوا يستخدمون أدوات الحاسوب لقياس قوة العربة وما إذا كان العربة مجهزة للركوب أولا. بالطبع الأنة أصبح تصميم الأفعوانية يتم عن طريق الكمبيوتر فالكمبيوتر أكثر دقة وبإمكانه إنتاج تصاميم آمنة وأخف وزن ومواد دائمة. وأصبحت تصمم الأفعوانية اليوم مساراتها وعجلاتها ممن المادة الفولاذية الأنبوبية ولذا تسمح لها هذه المادة تسمح لها بالانطلاق بسرعة 130 km/h
ولا تزال أسرع الأفعوانيات والأطول والأكثر تعقيدا تبنى حتى الآن.